# Mentha citrata
Mentha citrata (Ehrh.) (sinònim Mentha × piperita L. var. citrata (Ehrh.) Briq.; sin. Mentha x aquatica var. citrata (Ehrh.) Benth.; sin. Mentha odorata) és una espècie de planta aromàtica pertanyent al gènere de les mentes. També es coneix com a menta bergamota, herba de lavanda.

## Descripció
Tota la planta té taques de glàndules grogues i és de color verd fosc, generalment tintat de porpra amb els marges de la fulla finament serrats.
Fa olor de llimona si s'exprem i de vegades se'n fa una infusió agradable de valor medicinal.
Les fulles i la planta florida tenen propietats analgèsiques, antisèptiques, antiespasmòdiques, carminativa, colagoga, diaforètica i vasodilatadora. No s'ha d'usar en dones embarassades.